# Teresa Kramarek
Teresa Kramarek (ur. 1928 w Wolsztynie, zm. 4 czerwca 2018) – polska ginekolog-położnik, autorka polskiej metody rozpoznawania płodności.

## Życiorys
W 1949 uzyskała maturę w Liceum Ogólnokształcącym im. Marii Skłodowskiej-Curie w Wolsztynie. W latach 1950–1955 studiowała na Akademii Medycznej we Wrocławiu. W 1960 została zwolniona ze Szpitala Miejskiego im. Ludwika Neugebauera oraz Przychodni we Wrocławiu z powodu odmowy wykonywania zabiegów aborcji. W kolejnych latach zajmowała się metodą naturalnego planowania rodziny. Od 1961 we współpracy z Teresą Strzembosz prowadziła szkolenia lekarzy i instruktorek wg metody termicznej Holta, a w 1966 dokonała uzupełnienia metody o wprowadzenie do niej pojęcia linii granicznej, która znacznie wyeliminowała zawodność okresu niepłodności poowulacyjnej. W 1967 zainicjowała metodę wyznaczania okresu niepłodności przedowulacyjnej, uzupełniając regułę Doringa, a w 1968 ukazał się po raz pierwszy jej wielokrotnie wznawiany podręcznik pt. „Metoda termiczna regulacji poczęć” uznawany za początek tzw. polskiej metody rozpoznawania płodności. Efekty swych badań osobiście przedstawiła w 1968 – papieżowi Pawłowi VI.
Po wznowieniu praktyki lekarskiej zajmowała się diagnostyką cytologiczną i prowadziła poradnię ginekologiczną dla dziewcząt. Pracowała także w poradni dla kobiet w ramach Zakładu Opieki Zdrowotnej Wrocław–Śródmieście. Od 1979 pracowała również w Specjalistycznej Poradni Przyzakładowego Zespołu Opieki Zdrowotnej przy zakładach H. Cegielski w Poznaniu. Przez dwadzieścia lat była związana z Diecezjalną Poradnią Rodzinną we Wrocławiu. Należała do Duszpasterstwa Rodzin i Papieskiej Akademii „Pro Vita”. W 2001 należała do grona współzałożycieli Stowarzyszenia „Miłość i Odpowiedzialność”.
Zmarła 4 czerwca 2018 i 8 czerwca tego samego roku została pochowana na cmentarzu przy ul. Bluszczowej w Poznaniu.

## Wybrane odznaczenia
- Medal „Pro Ecclesia et Pontifice”[2]
- Order Świętego Sylwestra[1]